# エディ・ブラボー
エディ・ブラボー（Edgar "Eddie" Bravo、1970年5月15日 - ）は、アメリカ合衆国の男性柔術家。カリフォルニア州サンタアナ出身。10thプラネット柔術アカデミー主宰。ブラジリアン柔術三段を取得。

## 来歴
メキシコ人の両親の元に生まれ、元々の名前はエドガー・A・カノだったが、後に継父の姓であるブラボーに正式に改名した。
ミュージシャンになることを志しドラムやギターを始め、高校時代にアメリカンフットボールやレスリングを始めた。
1991年にハリウッドでバンドを結成。「ロックミュージシャンになるのに、怠け者に見られたくない」という動機でスポーツジムの会員になるが、2回通っただけでやめてしまう。
1994年にUFCでのホイス・グレイシーの活躍を見て、ジャン・ジャック・マチャドの道場に入門してブラジリアン柔術を始めた。1996年から1998年には截拳道を習っていた。
1998年、他の格闘技を全てやめてブラジリアン柔術に専念することを決意する。
2003年5月、アブダビコンバットの準々決勝でホイラー・グレイシーと対戦し、得意のラバーガードから三角絞めで一本勝ちの快挙を成し遂げ、一挙にその名を世界に広めた（66kg未満級でベスト4）。この活躍が認められてジャン・ジャック・マチャドから黒帯を授与すると、ハリウッドにて自身の道場「10thプラネット柔術アカデミー」を開いた。
2014年3月29日、10年以上現役を退いていたがグラップリング大会のメタモリス3でホイラー・グレイシーと再戦。ブラボーがカーフスライサーなどの関節技で攻め立てるも試合規定により引き分けた。
のちに道着を着用しないグラップリングトーナメント大会「エディ・ブラボー・インビテーショナル（EBI）」、グラウンド状態では打撃技の掌底による攻撃が認められるグラップリング大会「コンバット柔術」を主催している。

## 戦績

### グラップリング
| 勝敗 | 対戦相手               | 試合結果             | 大会名                           | 開催年月日    |
| △    | ホイラー・グレイシー   | 20分終了 ドロー      | Metamoris 3                      | 2014年3月29日 |
| ×    | レオナルド・ヴィエイラ | ポイント             | ADCC World Championship          | 2003年5月18日 |
| ○    | ホイラー・グレイシー   | 三角絞め             | ADCC World Championship          | 2003年5月17日 |
| ○    | グスタボ・ダンタス     | リアネイキドチョーク | ADCC World Championship          | 2003年5月17日 |
| ○    | アラン・テオ           | ポイント             | ADCC North American Championship | 2002年10月5日 |
| ○    | ショーン・クリサ       | ポイント             | ADCC North American Championship | 2002年10月5日 |
| ○    | マーク・アシュトン     | リアネイキドチョーク | ADCC North American Championship | 2002年10月5日 |

## 人物・エピソード
- 柔軟な体を生かしたラバー・ガードの開発や、ツイスター（グラウンドコブラツイスト）の各種連絡技の考案等、グラップリング、総合格闘技における寝技技術の改革者として知られる。
- 柔術家でありながら、道着（ギ）を着用する従来のブラジリアン柔術競技にほとんど興味を示さず、総合格闘技において寝技で勝つには、ギを着用しないグラップリングの練習を重ねることが必要だと主張している。
- 各種の格闘技大会中継における解説・実況やインタビュアーも務めている。
- ロック・ミュージシャンや大麻合法化運動家としも活動している。

## 弟子
- トニー・ファーガソン
- ケルヴィン・ガステラム
- ジョー・ローガン
- イリマ＝レイ・マクファーレン
- ジェラルド・ストレベント
- ジョージ・ソテロポロス
- アラン・ジョウバン

## 出演
- ネバー・バックダウン2（2010年）